# Anton Koch (Politiker, 1882)
Anton Koch (* 1. August 1882 in Prinkofen; † 24. September 1961 in Regensburg) war ein deutscher Gutsbesitzer und Politiker.

## Leben
Koch besuchte die Volksschule, die Landwirtschaftsschule und die Kreisackerbauschule in Schönbrunn bei Landshut. Im Anschluss war er Praktikant und Verwalter auf verschiedenen Gütern in Bayern. Zwischen 1914 und 1918 diente er im Ersten Weltkrieg. 1925 machte er sich als Gutspächter selbständig. 1931 zog er als Pächter auf den Ammerhof in Niedertraubling, den er 1949 erwerben konnte.
Bis zur Auflösung 1933 war Koch Mitglied im Bayerischen Christlichen Bauernverein. Nach Ende des Zweiten Weltkriegs war er Mitbegründer des Bayerischen Bauernverbandes (BBV) und ab 1946 dort Präsidiumsmitglied. Von 1949 bis zu seinem Tod war er Präsident des BBV-Bezirksverbands Oberpfalz.
Als Vertreter der Gruppe Land- und Forstwirtschaft gehörte er ab der Konstituierung im Dezember 1947 bis zu seinem Tod dem Bayerischen Senat an.

## Ehrungen
- 1952: Verdienstkreuz (Steckkreuz) der Bundesrepublik Deutschland
- 1959: Bayerischer Verdienstorden